# Rodulf
Rodulf (gedood juni 873) was een Viking, de zoon van Roriks broer Harald de Jongere.
Rodulf was gedoopt, maar we weten niet wanneer. Hij duikt op in de geschiedenis in 864, wanneer hij betaling verlangt in het Middenrijk van Lotharius II. Hij had een slechte naam omdat hij doorging met strooptochten in West-Francië, in Friesland en over zee in Engeland.
Bij het verdrag van Meerssen van 870 was Karel de Kale zijn nieuwe heer geworden. In 872 was hij twee keer aanwezig bij besprekingen tussen koning Karel en Rorik, maar Karel uitte twijfels over Rodulfs betrouwbaarheid. In de zomer van 873 begaf hij zich op een strooptocht in het gebied van Lodewijk de Duitser. De inwoners van Oostergo, waar een zekere Albdag toen graaf was, weigerden te betalen en doodden Rodulf samen met enkele honderden van zijn mannen in een gevecht. Ze volgden daarbij de raad van een bekeerde Noorman.
Een recente hypothese stelt hem gelijk aan de vikingenleider Ubbe in Engeland.